# Aphytis neuter
Aphytis neuter är en stekelart som beskrevs av Yasnosh och Svetlana N. Myartseva 1971. Aphytis neuter ingår i släktet Aphytis och familjen växtlussteklar.
Artens utbredningsområde är:
- Turkmenistan.
- Turkiet.
- Tadzjikistan.
- Uzbekistan.

Inga underarter finns listade i Catalogue of Life.